# TSV Neckarau
Der TSV Neckarau ist ein Sportverein aus dem Mannheimer Stadtteil Neckarau. Der Verein entstand 1946 aus dem Zusammenschluss mehrerer Vereine. Im Gegensatz zum Lokalrivalen VfL Neckarau spielten die Herren des TSV bislang nicht höherklassig Fußball, sondern lediglich in der Bezirksliga. Die Frauenmannschaft der Fußballabteilung dagegen spielte mit Unterbrechungen seit der Saison 2020/21 wieder in der Oberliga Baden-Württemberg und konnte zwei Teilnahmen am DFB-Pokal verzeichnen.

## Geschichte
Der TSV Neckarau ging 1946 aus einem Zusammenschluss der Stadtteilvereine FC Viktoria Neckarau und der Freien Turnerschaft Neckarau hervor. 1926 kam es zu einem Zusammenschluss der Freien Turnerschaft Neckarau und der Sportvereinigung Viktoria zum Arbeiter Turn- und Sportverein Neckarau. Während es früher Abteilungen für Turnen, Faustball, Handball und Schleuderballwurf gab, gibt es heute neben der Fußballabteilung, eine Tischtennis sowie eine Su Thay Doy (Kampfsport) Abteilung.

### Frauenfußball
Die Frauenfußballabteilung des TSV Neckarau schaffte 2013 den Aufstieg in die Oberliga Baden-Württemberg. Dort konnte man bis 2016 die Klasse halten und stieg in wieder in die Verbandsliga Baden ab. Nach dem Aufstieg 2017 folgte der direkte Wiederabstieg. Seit der Saison 2020/21 spielt die erste Frauenmannschaft wieder in der Oberliga Baden-Württemberg.  In der Saison 2011/12 nahm man zudem am DFB-Pokal teil, scheiterte allerdings am TSV Crailsheim mit 0:2 in der 1. Runde. 2017 gewann Neckarau den Verbandspokal. Im DFB-Pokal 2017/18 traf die Mannschaft in der ersten Runde auf den Zweitligisten VfL Sindelfingen, gegen den sie erst nach Verlängerung mit 0:1 verlor.

### Saisonbilanzen Frauen
| Saison  | Platz | Liga                       |
| ------- | ----- | -------------------------- |
| 2003/04 | 3.    | Frauen Verbandsliga Baden  |
| 2004/05 | 5.    | Frauen Verbandsliga Baden  |
| 2005/06 | 4.    | Frauen Verbandsliga Baden  |
| 2006/07 | 3.    | Frauen Verbandsliga Baden  |
| 2007/08 | 2.    | Frauen Verbandsliga Baden  |
| 2008/09 | 6.    | Frauen Verbandsliga Baden  |
| 2010/11 | 1.    | Frauen Landesliga I Baden  |
| 2011/12 | 7.    | Frauen Verbandsliga Baden  |
| 2012/13 | 1.    | Frauen Verbandsliga Baden  |
| 2013/14 | 6.    | Oberliga Baden-Württemberg |
| 2014/15 | 6.    | Oberliga Baden-Württemberg |
| 2015/16 | 11.   | Oberliga Baden-Württemberg |
| 2016/17 | 1.    | bfv-Frauen Verbandsliga    |
| 2017/18 | 10.   | Oberliga Baden-Württemberg |
| 2018/19 | 2.    | bfv-Frauen Verbandsliga    |
| 2019/20 | 1.    | bfv-Frauen Verbandsliga    |
| 2020/21 | 6.    | Oberliga Baden-Württemberg |
| 2021/22 | 6.    | Oberliga Baden-Württemberg |
| 2022/23 | 7.    | Oberliga Baden-Württemberg |
| 2023/24 | 7.    | Oberliga Baden-Württemberg |

### Herrenfußball
In der Saison 2021/22 spielt die erste Herrenmannschaft in der Kreisliga Mannheim. 1992 und 1998, 2009 gelangen Aufstiege in die Bezirksliga, sowie 2014 und 2020 in die Kreisliga Mannheim. Für den größten sportlichen Erfolg sorgten die Fußballer des ATSV Neckarau, die sich im Jahre 1931 für die deutsche Meisterschaft des Arbeiter-Turn- und Sportbundes qualifizierten. Hinter dem TSV Nürnberg-Ost wurden die Neckarauer Zweiter bei der süddeutschen Verbandsmeisterschaft und verpassten damit nur knapp den Einzug ins Halbfinale auf Reichsebene.

## Titel und Erfolge
- Meister der Kreisklasse A1 Mannheim (Herren): 2009, 2014
- Meister der Frauen Landesliga I Baden: 2010
- Meister der bfv-Frauen-Verbandsliga: 2013, 2017, 2020
- Teilnahme am DFB-Pokal (Frauen): 2011, 2017

## Bekannte Spieler
- Stephan Groß
- Maurice Hirsch
- Iwan Pawlow
- Thorsten Reiß
- Marco Terrazzino
- Antonis Aidonis